# Fernando Pacini
Fernando Pacini (Acevedo, Buenos Aires, Argentina, 28 de marzo de 1974) es un conductor, locutor y periodista argentino. Actualmente forma parte de TNT Sports y Radio Mitre.

## En Fox Sports
Fernando (alias Pae) ha sido conductor de Fox Sports desde 1996 y en 1997 al lado de Martín Liberman, condujo Fox Sports Noticias hasta el 2006. También él ha sido comentarista de Copa Libertadores y Copa Sudamericana al lado de varios relatores como Juan Manuel Pons, Sebastián Vignolo, Mariano Closs, y Gustavo Cima. También comentaba partidos del Fútbol Argentino al lado de periodistas de TyC Sports, y Fox Sports en el canal TyC Max.

## En TyC Sports
Fernando comenzó una nueva etapa en TyC Sports comentando partidos del Fútbol Argentino al lado de Pablo Giralt principalmente, y varios relatores como Walter Nelson en su última etapa o Gustavo Cima. A veces con Sebastián Vignolo
También cuando cumplió 1 año en TyC Sports fue conductor de Fútbol de Primera al lado de Enrique Macaya Márquez, y Juan Pablo Varsky.

## En Fútbol para Todos
En 2012 se incorpora a Fútbol para todos para comentar con Marcelo Araujo reemplazando a Julio Ricardo con quien comentará con Rodolfo De Paoli. En 2016 volvió al equipo de comentaristas de Fútbol para Todos para El Trece, junto a Pablo Giralt.

## En Radio Mitre
Actualmente pertenece al equipo del Super Mitre Deportivo en Radio Mitre comentando los partidos más destacados de la fecha y cada lunes y viernes brinda una editorial para analizar a su manera la realidad del fútbol argentino.

## En TNT Sports
El 9 de agosto del 2017, Pacini se incorpora a TNT Sports junto con Pablo Giralt, Hernán Feler, Matías Martin, Román Iucht, Juan Pablo Varsky entre otros. En esa señal, comenta partidos y conduce el programa "Historias de El Gráfico".